# Leskia loriola
Leskia loriola är en tvåvingeart som beskrevs av Henry J. Reinhard 1955. Leskia loriola ingår i släktet Leskia och familjen parasitflugor. Inga underarter finns listade i Catalogue of Life.